# 哈金斯陨击坑
哈金斯陨击坑（Huggins）是火星埃里达尼亚区的一座撞击坑，中心坐标位于南纬49度、东经155.8度处，直径83公里，其名称取自英国天文学家暨光谱学先驱威廉·哈金斯爵士（1824年-1910年)，1973年被国际天文联合会批准接受。

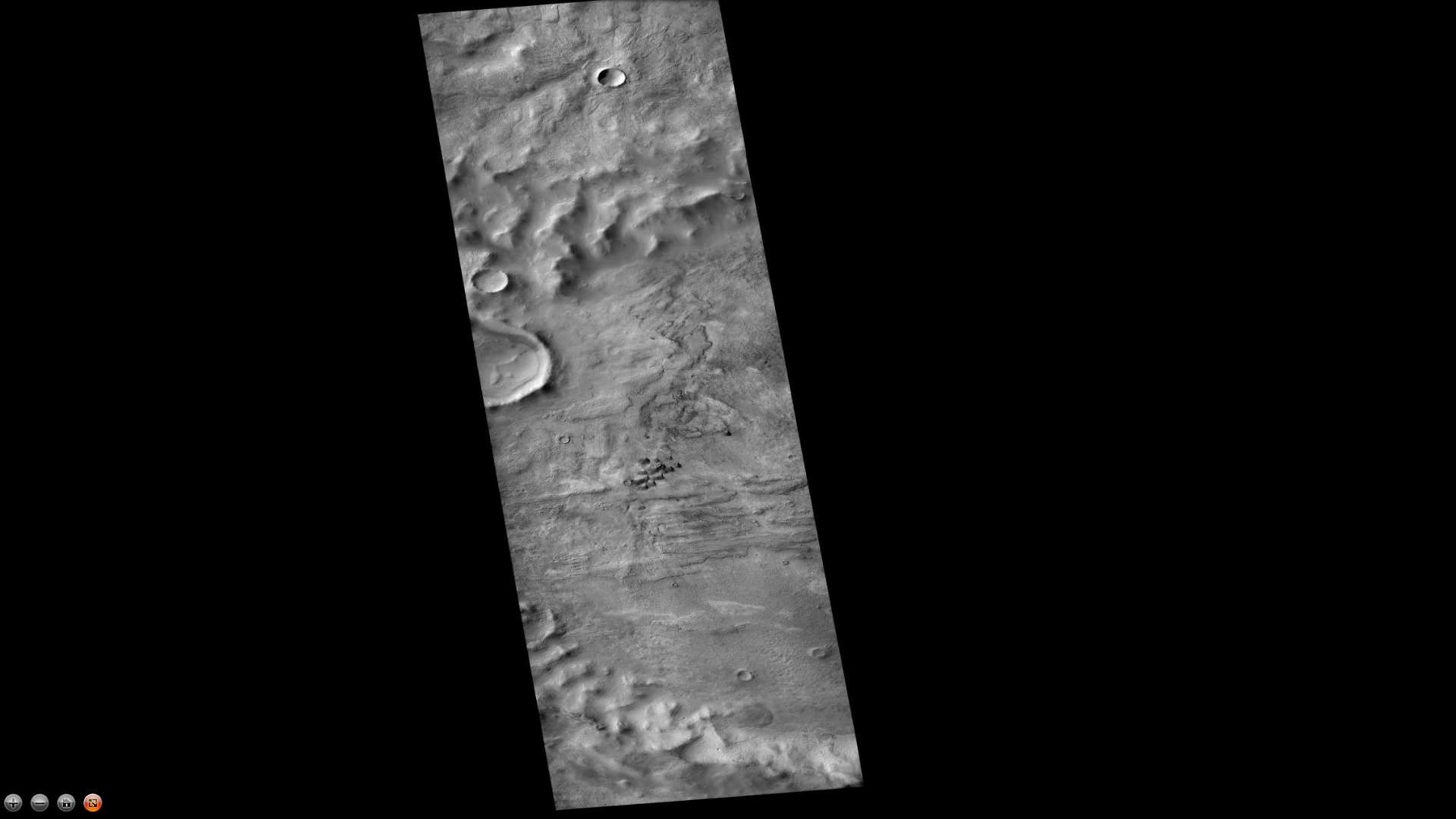
火星勘测轨道飞行器背景相机拍摄的哈金斯陨击坑。

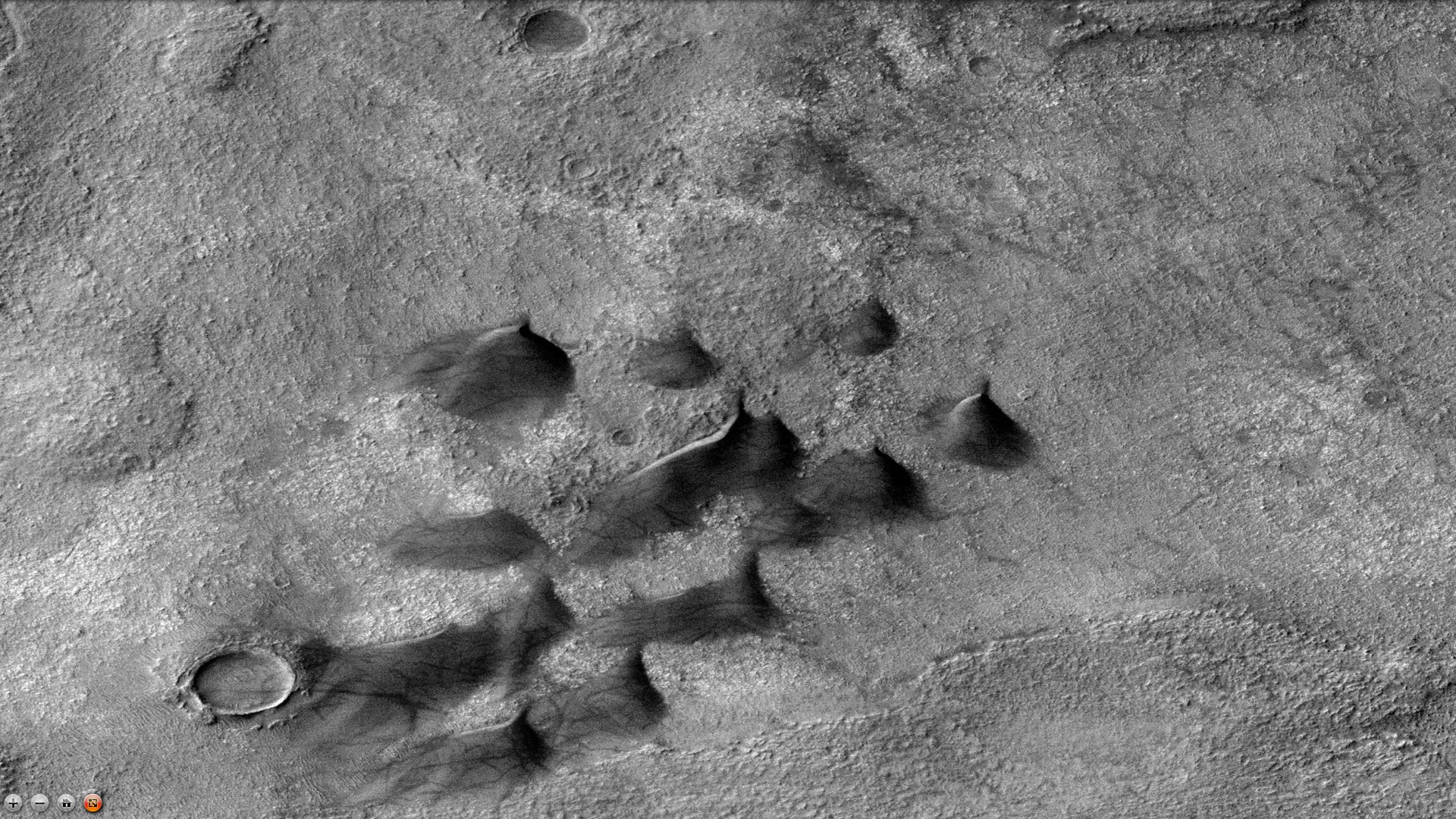
火星勘测轨道飞行器背景相机拍摄的坑底上的沙丘和尘暴痕迹，沙丘上的黑色条纹是尘暴痕迹，注：这是前一幅图像的放大版。

## 另请查看
- 火星撞击坑